# Legionellales
Ordre
Les Legionellales sont un ordre de bactéries Gram négatives de la classe des Gammaproteobacteria. Il comporte des bactéries à développement intracellulaire, c'est-à-dire que leur cycle de vie comporte une phase de parasitisme de cellules eucaryotes, qui peut être selon les familles obligatoire ou facultatif.
Il comporte des genres pathogènes pour l'humain tels que Coxiella et Legionella.

## Description
Les Legionellales sont un ordre de bactéries appartenant au Phylum des Proteobactéries. Cet ordre comprend deux familles, les Legionellaceae et les Coxiellaceae, dont les principaux genres sont, respectivement, Legionella et Coxiella, deux genres d'agents pathogènes notables. Par exemple, la fièvre Q est causée par Coxiella burnetii et Legionella pneumophila provoque la maladie du légionnaire, et la fièvre de Pontiac,,.
Les membres de l'ordre des Legionellales peuvent être moléculairement différenciés des autres gammaprotéobactéries par la présence de quatre indels de signature conservés (CSI). Ces signatures conservées d'indels sont présentes dans les protéines ARNt-guanine(34) transglycosylase, protéine transmembranaire du système de libération des lipoprotéines lolE et ARNt (guanosine(37)-N1)-méthyltransférase TrmD.

## Taxonomie
Cet ordre a été décrit en 2005 et validé dans la liste de validation n°106,.
Plusieurs genres candidats ont été proposés (Ca. Berkiella, Ca. Fiscibacter, Ca. Ovalusbacter et Ca. Pokemonas) mais pas acceptés,.

## Liste de familles
Selon la LPSN (8 novembre 2022) :
- Coxiellaceae Garrity et al. 2005
- Legionellaceae Brenner et al. 1979